# Sextus Propertius
Sextus Propertius (asi 47 př. n. l. v Asisiu (Assisi) – pravděpodobně 15 př. n. l.), byl římský básník.
Pocházel z bohaté rodiny, ale v mládí osiřel a o značnou část majetku přišel. Brzy odešel studovat do Říma, kde se pravděpodobně roku 28 př. n. l. potkal s Hostii, kterou pod jménem Cynthia opěvuje ve svých básních.

## Dílo
Napsal čtyři elegie, v kterých se projevuje jeho láska k Cynthii (pravděpodobně Hostie, která brzy zemřela). Tato jeho nepříliš šťastná láska ovlivnila prakticky celou jeho tvorbu.
Tyto elegie se líbily Maecenatovi, který jej motivoval, aby se zabýval aktuálními otázkami. Jeho pozdní tvorba se zabývá římskými dějinami, a to jak staršími, tak tehdejšími. V těchto dílech se soustředil především na vznik římských kultů a oslavování Augustova Říma. Česky vyšla jeho tvorba v roce 1973 pod názvem Pěvci lásky.
Elegie vyšla česky poprvé v roce 1945 v nakladatelství Františka Borovského v Brně.